# Fjodor Andrejewitsch Matissen

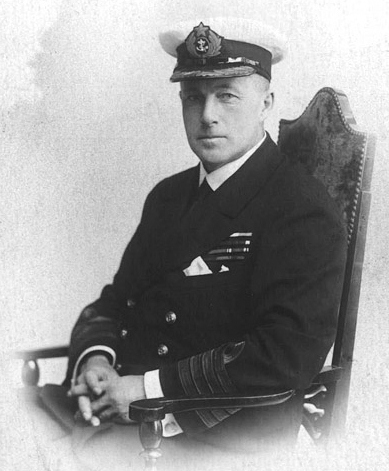
Fjodor Andrejewitsch Matissen (1900)

Fjodor Andrejewitsch Matissen (russisch Фёдор Андреевич Матисен; * 20. Maijul. / 1. Juni 1872greg. in Sankt Petersburg; † 19. Dezember 1921 in Irkutsk) war ein russischer Marineoffizier und Polarforscher.

## Leben
Matissen lernte und studierte im Sankt Petersburger Marine-Kadettenkorps zusammen mit Alexander Koltschak mit Abschluss 1897.
Matissen nahm an der russischen Spitzbergen-Expedition 1899 teil.
Aufgrund seiner Spitzbergen-Erfahrungen wurde Matissen für Eduard von Tolls Polarexpedition (1900–1903) der Russischen Akademie der Wissenschaften zur Erforschung der Taimyrhalbinsel und für die Suche nach dem vermuteten Sannikow-Land ausgewählt. Das Expeditionsschiff war die Brigg Sarja, die Toll in Norwegen auf Empfehlung Fridtjof Nansens wegen der Ähnlichkeit mit dessen Fram gekauft hatte und von Colin Archer in Larvik für Polarfahrten verstärkt und mit einer Dampfmaschine ausgerüstet worden war. Im Juni 1900 verließ die Sarja Kronstadt und im Juli Alexandrowsk auf der Halbinsel Kola. Matissen war zunächst Assistent des Kommandeurs der Sarja Nikolai Kolomeizew. Der 3. Offizier war Matissens Freund Koltschak. Als es während der ersten Überwinterung der Sarja nahe der Taimyr-Insel zu zunehmenden Streitigkeiten Tolls mit Kolomeizew kam, schickte Toll Kolomeizew aufs Festland auf eine lange Schlittenreise zur Organisation von Kohle-Lagern für die Sarja und machte Matissen nach Kolomeizews Abreise zum Kommandeur der Sarja.
Im März 1901, als die Sarja noch im Eis feststeckte, begann Matissen mit Hundeschlitten auf dem Eis die Erkundung des Nordenskiöld-Archipels. Er entdeckte und kartierte ungefähr 40 Inseln. Als das Eis taute und das Schiff im August freikam, steuerte Matissen die Sarja als drittes Schiff in der Geschichte am Kap Tscheljuskin vorbei in die Laptewsee in den Norden der Neusibirischen Inseln, bis die Bennett-Insel in Sicht kam. Die Eisverhältnisse erlaubten nicht die Weiterfahrt zur Bennett-Insel und zum im Norden vermuteten Sannikow-Land, so dass die Sarja an die Westküste der Kotelny-Insel ins Winterquartier fuhr.

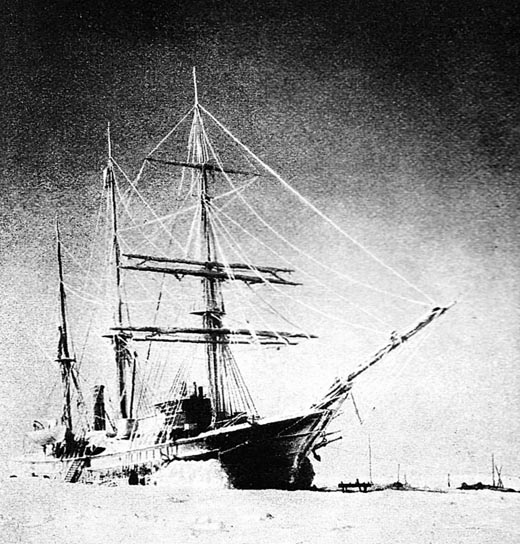
Sarja

Im April 1902 schickte Toll Matissen mit Schlitten nach Norden, um nach dem Sannikow-Land zu suchen. Toll selbst reiste mit Begleitern und einem Jakuten mit Schlitten zur Bennett-Insel. Matissen sollte die Gruppe im September mit der Sarja abholen, aber er konnte die Insel wegen des Eises wieder nicht erreichen. Entsprechend seinen Instruktionen für diesen Fall steuerte er das Schiff nach Tiksi, wo es blieb, und kehrte mit dem Rest der Expedition über die Lena und auf dem Landweg nach Sankt Petersburg zurück. Toll mit seiner Gruppe verließ im November 1902 die Bennett-Insel und verschwand spurlos. Die von Koltschak geleitete Rettungsexpedition fand 1903 nur die Tagebücher und wissenschaftlichen Sammlungen der Sarja-Expedition.
Im Russisch-Japanischen Krieg (1904–1905) fuhr Matissen als Senior-Steuermann auf dem Geschützten Kreuzer Schemtschug mit dem russischen 2. Pazifischen Geschwader zur Insel Tsushima und nahm an der Seeschlacht bei Tsushima teil. Der Kreuzer entkam nach Manila.
Mit anderen organisierte Matissen die Hydrographische Expedition des Nördlichen Eismeers 1910–1915 zur Erforschung des Arktischen Ozeans.
Als durch die Oktoberrevolution 1917 die Russische Seekriegsflotte praktisch aufhörte zu existieren, verließ Matissen wie viele andere Russland und diente als Hydrograph in der Royal Navy.
Im Russischen Bürgerkrieg kam Matissen 1919 auf Einladung Koltschaks, der die Weiße Armee in Sibirien kommandierte, aus England über Wladiwostok nach Sibirien und organisierte und leitete dann eine sowjetische hydrographische Expedition zu den Mündungen des Olenjoks und der Lena. Er erforschte die Tiksi-Bucht und wies ihre Eignung für den Bau eines Meereshafens nach. Dann war er in die Fernöstliche Republik abkommandiert. Bei der Rückkehr nach Irkutsk erkrankte er an Typhus.
Matissen starb am 19. Dezember 1921 im Irkutsker Militärkrankenhaus und wurde auf dem Irkutsker Jerusalem-Friedhof begraben. In sowjetischer Zeit wurde der Friedhof ein städtischer Kultur- und Erholungspark, so dass sein Grab nicht erhalten ist.
Matissens Namen trägt die Meerenge zwischen der Wilkizki-Insel, der Taimyr-Insel und der Nansen-Insel im Nordenskiöld-Archipel an der Nordküste der Taimyrhalbinsel. In der Bibliothek des Irkutsker Heimatmuseums wird einer der Berichte Matissens aufbewahrt. Die entfernte Verwandte Matissens Natalja Nikolajewna Michailowa bewahrt Hinterlassenschaften Matissens und seinen Bericht über seine letzte Expedition zur Lena-Mündung und den Nördlichen Seeweg auf.

## Ehrungen, Preise
- Orden des Heiligen Wladimir IV. Klasse
- Kleine Silbermedaille der Russischen Geographischen Gesellschaft (1904)[1]